# Claudio Pafundi
Claudio Pafundi, född 31 januari 1962, är en argentinsk bågskytt. Han deltog vid olympiska sommarspelen 1988.